# Óscar Moglia
Óscar Aldo Moglia Eiras (Montevideo, 1º febbraio 1935 – 8 ottobre 1989) è stato un cestista uruguaiano.
Anche il figlio ha giocato a pallacanestro con l'Uruguay.

## Carriera
Con l'Uruguay ha disputato i Giochi olimpici di Melbourne 1956 e due edizioni dei Campionati del mondo (1954, 1967).

## Palmarès
- FIBA World Cup All-Tournament Teams: 1

1954